# Eamonn Walker
Eamonn Walker, född 12 juni 1962 i London, England, är en brittisk skådespelare verksam i USA. Han är mest känd för rollerna som Kareem Said i fängelsedramat Oz och som Wallace Boden i Chicago Fire.

## Filmografi (i urval)
- 1997–2003 – Oz (TV-serie) (51 avsnitt)
- 2001 – Othello
- 2003 – Tears of the Sun
- 2005 – Lord of War
- 2006–2007 – Justice (TV-serie) (13 avsnitt)
- 2008 – Cadillac Records
- 2009 – Blood and Bone
- 2009 – The Messenger
- 2010 – The Company Men
- 2011 – A Lonely Place to Die
- 2012–2023 – Chicago Fire (TV-serie) (229 avsnitt, pågående)